# Benoîte Boulard
Pour les articles homonymes, voir Boulard.
Benoîte Boulard, née le 13 décembre 1927 à Majunga et morte le 12 janvier 1985 à La Réunion, est une chanteuse française et la première femme à enregistrer un séga. 
Elle est une ambassadrice du séga pendant toute sa vie, notamment aux côtés de Maxime Laope, qu'elle rencontre en 1952 au début de sa carrière d'artiste, une carrière qu'elle mène sans jamais abandonner son emploi de domestique. Elle chante avec lui le fameux morceau La Rosée tombée, l'un des plus connus du répertoire de la musique réunionnaise.

## Biographie
A l'âge de seize ans, déjà maman d'une petite fille, Benoîte Boulard entre comme domestique chez la famille Andoche, rue Saint-Philippe à Saint-Denis. Georges Andoche est aussi président de La troupe folklorique de Bourbon, dont les répétitions ont lieu à son domicile. C’est là qu'elle rencontre Loulou Pitou, accordéoniste et petit cousin de son patron. La troupe se produit régulièrement  au jardin de l’État à Saint-Denis.
En 1952, Benoîte s'inscrit à un radio-crochet et rencontre Maxime Laope. L'année suivante ils décrochent le premier prix du concours avec le séga La rosée tombée écrit par Maxime Laope. Rien ne pouvait se faire à l'époque sans le soutien d'un orchestre connu, tels que ceux d'André Philips, de Jules Arlanda, et surtout de Loulou Pitou. Avec eux, Benoîte Boulard devient un personnage incontournable à partir de 1956, et animera les bals du samedi soir comme les soirées privées ou officielles sur toute l'île. Elle enregistre sur vinyle le premier séga chanté par une femme à la Réunion.
En 1961 sa fille Olga meurt d'un cancer à 18 ans. Très affectée, elle décide de mettre un terme à sa carrière et se consacre à son travail chez la famille Andoche et à ses autres enfants. 
Elle remonte sur scène en 1976 au théâtre de Saint-Gilles en duo avec Maxime Laope. Le succès rencontré lors de leur retour incite les deux artistes à poursuivre leur carrière.
Le 1er août 1981, le ministère de la Culture décerne à Benoîte Boulard et Maxime Laope la médaille d’honneur des sociétés musicales et chorales. L'année suivante elle reçoit la médaille du travail.
En 1983, elle fait plus de 70 représentations publiques, mais une grave maladie l'oblige à arrêter sa carrière et son emploi. Elle finit sa vie dans le dénuement le plus total, malgré plusieurs appels aux dons en sa faveur. Elle meurt le 12 janvier 1985 chez sa sœur Simone.

## Discographie
- Loulou Pitou et Benoîte Boulard, du quadrille créole au séga. Takamba 2007[5]. Un livre double CD à l'initiative du Pôle Régional des Musiques Actuelles de La Réunion (PRMA), que l'on peut considérer faire partie du patrimoine musical réunionnais[6].

## Distinctions
- Médaille d'honneur du travail, argent

## Postérité et hommages
Dans une démarche d'identité et de reconnaissance du patrimoine de La Réunion, la Commune du Port, décide, le 19 décembre 1991, veille de la Fête de la Liberté, de baptiser sa médiathèque « Benoîte Boulard » .  Une allée du quartier Vauban et un square face au lavoir à Saint-Denis, une rue à Saint-Benoît et Saint-Louis, ainsi qu'un chemin à Saint-Pierre, portent également son nom.
En 2017, la chanteuse réunionnaise Nathalie Natiembé lui rend hommage avec la chanson Benoîte, sur l'album Univers-île du compositeur d'électro-maloya Jérémy Labelle.